# Пешавар
Пеша́ва́р (Пеша́вар, Пешава́р, Пишавар; урду پشاور‎;  пушту پېښور‎, پِشور‎ — Пурушапура — «город Пуруши, человека»; англ. Peshāwar) — административный центр пакистанской провинции Хайбер-Пахтунхва. Пешавар — финансовая, экономическая, политическая и культурная столица приграничного Пакистана, важнейший центр пуштунского населения страны. Население — 3,6 млн человек (по оценке 2010 года).

## История

### Доисламская эпоха
Пуштуны поселились в районе Пешавара ещё в 1-м тысячелетии до н. э., когда они начали прибывать сюда с юга и юго-запада — из района Сулеймановых гор. Со временем возникшее на этом месте поселение Пурушапура стало важным центром буддистской культуры, наряду с Кандагаром и Кабулом.
На протяжении всей своей истории город являлся торговым центром на древнем Шёлковом пути, стоя на пересечении различных азиатских культур. Манускрипт Бакшали (англ. Bakhshali manuscript), найденный неподалёку от Пешавара, является древнейшим из найденных примеров решения математических задач по нахождению квадратного корня различных чисел (датируется началом II века до н. э.).
В 159 году до н. э. город был захвачен царём Эвкратидом I, войдя в состав Греко-бактрийского царства, а после его гибели под ударами кочевников-юэчжей — Индо-греческого царства. Взаимодействие греческой, буддистской и индуистской культур породило интересный культурный феномен — греко-буддизм. Благодаря выгодному географическому положению и разумной политике царей, Пурушапура процветала и в конце I века н. э. насчитывала около 120 тысяч жителей, что делало её седьмым из десяти крупнейших городов мира на тот момент.

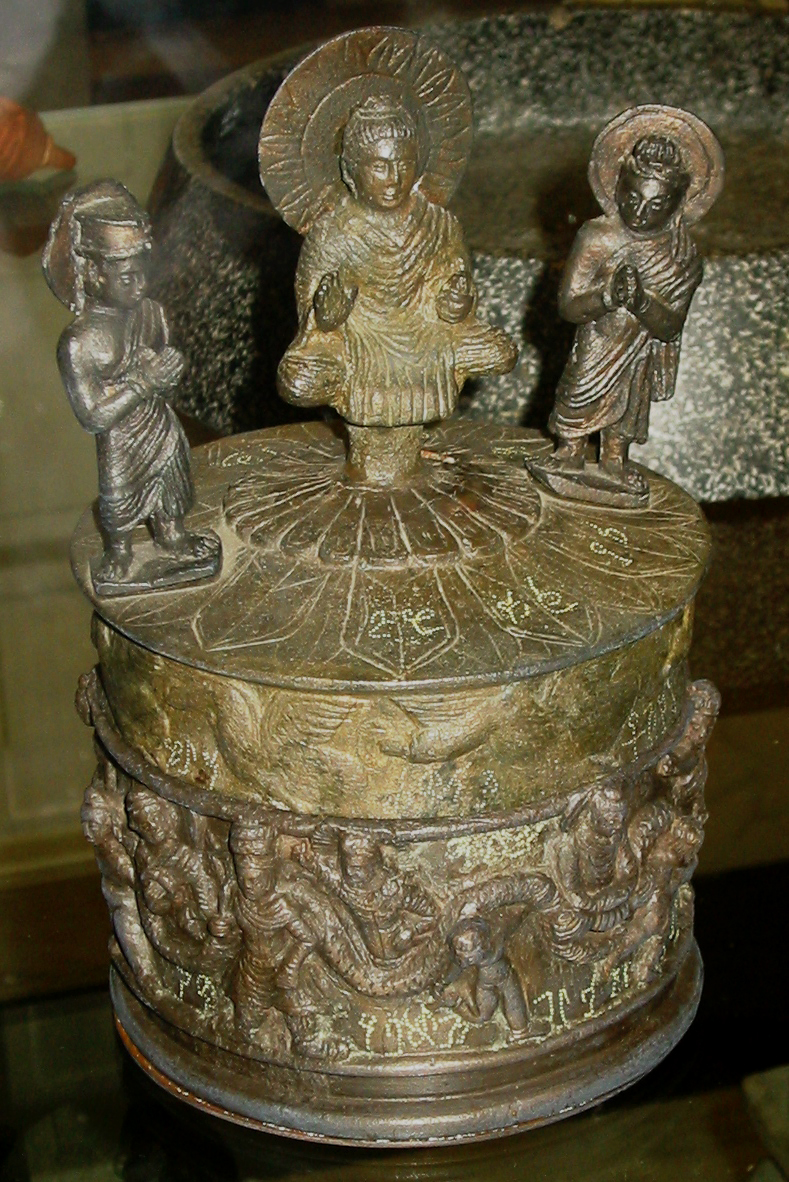
Возможно, в самом высоком здании в древнем мире, в Ступе Канишки Пешавара когда-то хранились священные буддийские реликвии в Шкатулка Канишки.

В 127 году кушанский царь Канишка I перенёс в Пурушапуру столицу своего государства. Город стал крупнейшим центром буддистской теологии, привлекая множество паломников со всего буддистского мира, от Средней Азии до Явы и от Кореи до Шри-Ланки. Любопытно, что большая часть горожан при этом были индуистами, а многие из кушанской знати — зороастрийцами. Все храмы того периода, включая одно из лучших произведений буддистской архитектуры — Ступа Канишки, были впоследствии разрушены мусульманскими завоевателями. Для поклонения Ступе Канишки Пешавар посетил знаменитый китайский монах Фасянь. В своих записках он назвал ступу превосходящую «своей красотой все, что ни есть в Джамбудвипе». Недалеко находился монастырь с 700 насельниками, где хранилась патра (чаша для подаяний) Будды.
В 1001 году Пурушапура была захвачена войсками Махмуда Газневи и включена в состав мусульманского Газневидского государства. Газневиды проводили жёсткую политику насильственной исламизации, что повлекло за собой стремительное сокращение населения города и упадок его экономики, к концу XI века он практически исчезает из летописей.

### От мусульманского завоевания до наших дней
В начале XVI века город вошёл в обширные пуштунские владения, при Шер-шахе началось его экономическое возрождение как торгового центра. Основатель династии бабуридов, тимурид будущий завоеватель Индии Захир-ад-дин Мухаммед Бабур основал на месте бывшей Пурушапуры город под названием Беграм, а в 1530 году построил там крепость. Его внук Акбар I Великий расширил базары и фортификационные сооружения. Чиновники, солдаты, торговцы, учёные архитекторы, учителя, богословы и суфии вереницей потянулись из остального исламского мира в исламский султанат в Южной Азии, и многие из них осели в районе Пешавара. Благодаря множеству парков и садов в черте города Пешавар называли «городом цветов».
В 1747 году Пешавар вошёл в состав Дурранийской империи, в 1776 году став её зимней столицей.
Весной 1758 года город был захвачен Индийскими войсками маратхов, но уже на следующий год мусульмане отбили его обратно.
Индийские сикхи вернули контроль над Пешаваром в 1834 году в войне с Британской империей, город и его окрестности серьёзно пострадали в ходе боёв. В 1849 году, по итогам Второй англо-сикхской войны, Пешавар стал частью Британской Индии.
После вторжения советских оккупационных войск в Афганистан в 1979 году Пешавар стал политическим центром для антисоветского движения моджахедов и был окружён огромным лагерем афганских беженцев. Многие из беженцев оставались здесь на протяжении гражданской войны, которая разразилась после ухода советских войск в 1989 году, правления талибов, присутствия американцами и союзниками в конце 2001 года. Бывшие лагеря со временем превратились в деревни, такие как расположенная в 35 км деревня Джалозай.

## География и климат

### Географические сведения

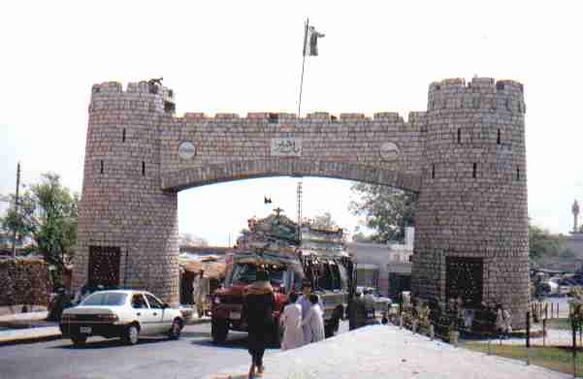
Хайберский проход — Восточные ворота

Пешавар находится в долине на Иранском нагорье, на границе Южной и Центральной Азии, здесь в древности проходил Великий шёлковый путь.
Пешаварская долина покрыта отверделыми осадочными породами из алевритов, песка и гравия недавних геологических эпох. Песок, гравий и галька являются основными водоносными слоями, толщина которых около 60 метров. Река Кабул протекает по северо-западу региона. При входе на Пешаварскую равнину река Кабул разделяется на несколько русел.

### Климат
Пешавар расположен в зоне полупустынного климата, с жарким летом и мягкой зимой. Зимой дожди чаще всего выпадают с февраля по апрель, летом наибольшее количество осадков в августе. Зимой осадки чаще, чем летом. Относительная влажность — от 46 % в июне до 76 % в августе.
| Показатель                    | Янв. | Фев. | Март | Апр. | Май  | Июнь | Июль | Авг. | Сен. | Окт. | Нояб. | Дек. | Год  |
| ----------------------------- | ---- | ---- | ---- | ---- | ---- | ---- | ---- | ---- | ---- | ---- | ----- | ---- | ---- |
| Абсолютный максимум, °C       | 27,0 | 30,0 | 36,0 | 41,0 | 47,0 | 48,0 | 46,0 | 46,0 | 42,0 | 38,0 | 35,0  | 29,0 | 48,0 |
| Средний суточный максимум, °C | 18,0 | 20,0 | 24,0 | 30,0 | 36,0 | 40,0 | 38,0 | 36,0 | 35,0 | 31,0 | 26,0  | 20,0 | 29,0 |
| Средняя температура, °C       | 11,0 | 13,0 | 17,0 | 23,0 | 29,0 | 33,0 | 33,0 | 31,0 | 29,0 | 23,0 | 18,0  | 13,0 | 23,0 |
| Средний суточный минимум, °C  | 4,0  | 6,0  | 11,0 | 16,0 | 21,0 | 26,0 | 27,0 | 26,0 | 23,0 | 16,0 | 10,0  | 5,0  | 16,0 |
| Абсолютный минимум, °C        | −4   | −1   | 3,0  | 7,0  | 13,0 | 17,0 | 18,0 | 20,0 | 13,0 | 9,0  | 2,0   | −2   | −4   |
| Норма осадков, мм             | 26   | 43   | 78   | 49   | 27   | 8    | 42   | 68   | 18   | 10   | 12    | 23   | 404  |
| Источник: NОАА                |      |      |      |      |      |      |      |      |      |      |       |      |      |

## Население
Пешавар — быстрорастущий город с населением около 3,6 млн жителей (2010). За предыдущие 30 лет (1981 год, 1,1 млн.) число горожан более чем утроилось.

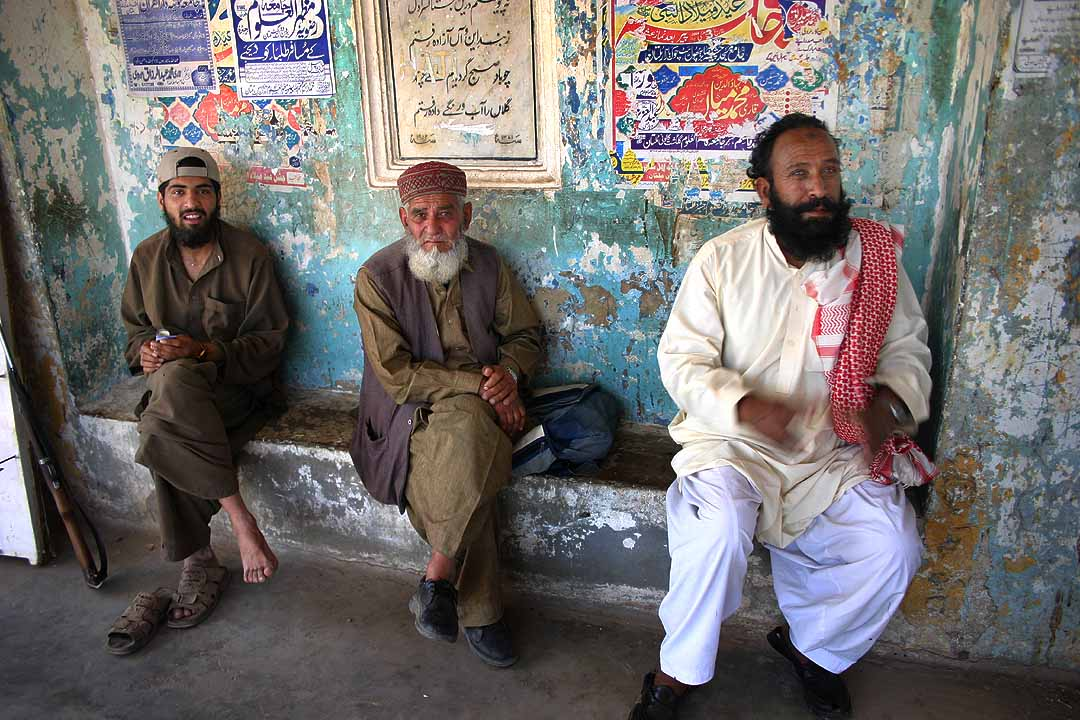
Люди Пешавара

Две основных группы населения это пушту-язычное большинство (включая недавних беженцев из Афганистана) и хиндкоязычное меньшинство пешаваров (старое городское население, составлявшее большинство жителей до середины 1980-х). Отношения между двумя общинами иногда бывают довольно напряжёнными. Кроме них, здесь проживают тысячи таджиков, хазарейцев, узбеков, а также цыгане. Имеются небольшие общины выходцев из мусульманских регионов России, в основном чеченцев и дагестанцев.
В качестве языков межнационального общения и администрации используются урду и английский (последний только среди высших слоёв общества).
Более 99 % населения Пешавара — мусульмане, преимущественно сунниты, хотя имеются также небольшие общины шиитов и ахмадитов. Ранее в Пешаваре проживали также другие общины: афганские евреи, индуисты, буддисты и сикхи. Рост исламского радикализма и нетерпимости к иноверцам в современном Пакистане привёл к исчезновению этих групп, тем не менее небольшая христианская община все ещё существует в регионе, несмотря на регулярные погромы и террористические акты. Последний из них произошёл в Пешаваре 16 декабря 2014 года. В результате атаки боевиков «Талибана» на школу для детей военнослужащих пакистанской армии более 140 человек погибли, 100 получили ранения. Теракт спровоцировал отмену в стране моратория на смертную казнь.

## Экономика

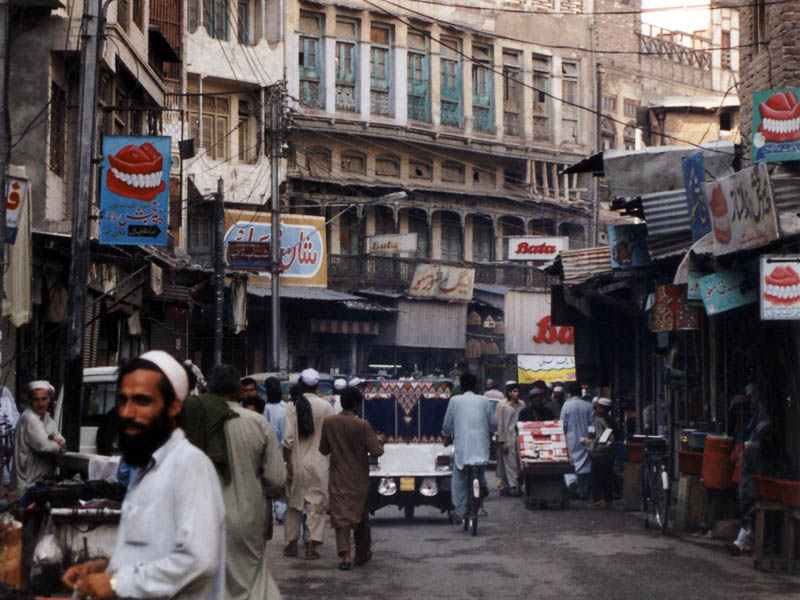
Улица в старом центре города

Основу экономики Пешавара, как и два тысячелетия назад, составляет торговля. Благодаря удачному географическому положению город является центром пересечения товарно-денежных потоков между Пакистаном и Индией с одной стороны и Афганистаном и странами постсоветской Средней Азии — с другой.
Кроме того, в городе размещено огромное количество небольших предприятий по изготовлению мебели, одежды и обуви, ковров, переработке продукции сельского хозяйства. Пешавар славится на весь регион своими сладостями и сухофруктами. В последние годы развивается производство стрелкового оружия.
Пешавар также является одним из главных центров образования в стране.

## Транспорт

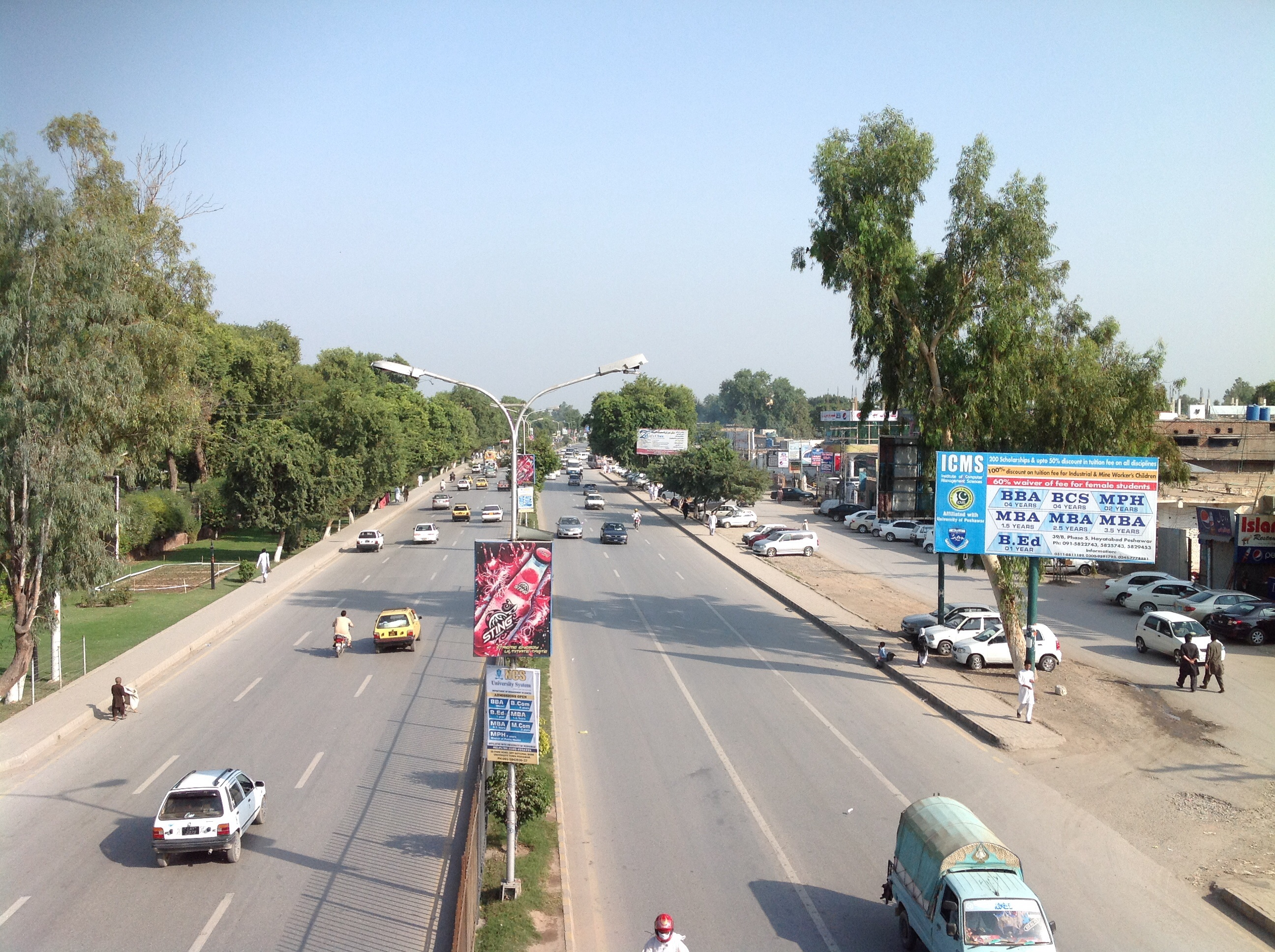
Университетская дорога вдоль Исламского Колледжа.

Международный аэропорт Пешавара им. Бача Хана (IATA: PEW, ICAO: OPPS), названный в честь Абдула Гаффара, обслуживает около 1,1 млн пассажиров в год (2012). Регулярные пассажирские рейсы выполняются во все основные города Пакистана и стран Персидского залива, а также в Лондон и Куала-Лумпур.
Железнодорожный вокзал Пешавара, четвёртый по загруженности в Пакистане, принимает поезда со всех крупнейших городов страны.
В городе пересекается несколько важнейших автомобильных дорог, в том числе древний Великий колёсный путь и самое высокогорное в мире международное Каракорумское шоссе, соединяющее Пакистан с Китаем через Тибет.
Основу общественного транспорта Пешавара на сегодняшний день составляют частные автобусы и такси. С учётом почти 4-миллионного населения и массовой стихийной уличной торговли, это приводит к крайне тяжёлой ситуации на дорогах. Властями рассматриваются различные проекты по строительству метрополитена, скоростного трамвая или сети автобусов-экспрессов, но пока что не один из этих планов не начал реализовываться по причине недостатка финансирования, а также из-за опасений, что поезда метро и трамваи станут удобными целями для террористов.

## Города-побратимы
- Урумчи, КНР

- Макасар, Индонезия

- Сана, Йемен

- Ростов-на-Дону, Россия